# سایات زاخاریان
سایات وازگنی زاخاریان (ارمنی: Սայադ Վազգենի Զախարյան؛ زادهٔ ۲۱ مهٔ ۱۹۵۰) یک سیاستمدار اهل ارمنستان است که از تاریخ ۲۰۰۳ تا تاریخ ۲۰۰۷ سمت نمایندگی دوره سوم مجلس ملی جمهوری ارمنستان را برعهده داشت.

## زندگی‌نامه
در ۲۱ مهٔ ۱۹۵۰ در روستای اورجونیکیدزه به دنیا آمد و از دانشگاه دولتی کشاورزی وورونژ فارغ‌التحصیل شد. یرواند زاخاریان برادر بزرگتر وی می‌باشد.